# Desert Rose
«Desert Rose» (с англ. — «Пустынная роза») — песня британского рок-музыканта Стинга из его альбома Brand New Day. Песня вошла в топ-20 UK Singles Chart, занимая 15-е место, и Billboard Hot 100 (17-я строчка), достигла успеха в Швейцарии и Италии. В России песня покорила вершину чарта Европы Плюс и заняла 5-ю позицию по итогам 2000 года.
Сингл представляет собой дуэт Стинга и алжирского исполнителя раи Шеба Мами.

## История создания
Распространено мнение, что песня вдохновлена романом «Дюна» Фрэнка Герберта. Оно подкреплено тем, что Стинг сыграл одного из персонажей в экранизации 1984 года.
Однако сам певец отвергает это утверждение и говорит о других источниках вдохновения. По его словам, она написана под влиянием музыки в стиле раи и конкретно одного из альбомов певца Шеба Мами, который Стинг слушал летом 1998 года. Во время импровизации в студии со своими музыкантами Стинг придумал мелодию в этом стиле, которая впоследствии превратилась в песню под названием «Роза пустыни». Друг певца познакомил того с самим Шебом Мами, и музыкант попросил его поучаствовать в создании песни, поимпровизировав на уже готовую мелодию. Шеб Мами не понимал того, что поёт Стинг, но спел сам о желании и страсти к любимому человеку, выразив таким образом и чувства самого Стинга. Таким образом, музыка сама подсказала текст.
В интервью CNN певец говорил, что «„Desert Rose“ — песня о тоске: любовной, философской, болезненной тоске, ожидании чуда».

## Музыкальное видео
В 2000 году вышел клип на песню и сразу же приобрел популярность. Сюжет: женщина-водитель в чёрной одежде и чёрной маске на глазах везёт Стинга на Jaguar S-type через пустыню Мохаве, затем через Лас-Вегас. По дороге Стинг снимает пейзажи на камеру. Устав с дороги, он засыпает. Ему снится, как он заходит в ночной клуб, поднимается на сцену, и поёт песню с Шебом Мами.
После выхода клипа менеджер Стинга предложил Jaguar сотрудничество. Выпущенный рекламный ролик был очень похож на уже отснятый клип, что послужило как росту популярности песни, так и продаже «Ягуаров».

## Ремиксы
Один из самых известных ремиксов выпустил ди-джей Виктор Кальдерон.
Одна версия ремикс-сингла была выпущена в виде альтернативного клипа, куда вошли более откровенные сцены.

## Хит-парады
| Чарт (2000)                                | Высшая позиция |
| ------------------------------------------ | -------------- |
| Австрия (Ö3 Austria Top 40)                | 6              |
| Бельгия/Фландрия (Ultratip Bubbling Under) | 11             |
| Бельгия/Валлония (Ultratop 50)             | 7              |
| Canada (Nielsen SoundScan)                 | 2              |
| Франция (SNEP)                             | 6              |
| Германия (GfK)                             | 7              |
| Ireland (IRMA)                             | 27             |
| Италия (FIMI)                              | 4              |
| Нидерланды (Single Top 100)                | 29             |
| Швейцария (Schweizer Hitparade)            | 3              |
| UK Singles (The Official Charts Company)   | 15             |
| U.S. Billboard Hot 100                     | 17             |
| U.S. Billboard Pop 100                     | 19             |
| U.S. Billboard Hot Dance Music/Club Play   | 5              |
| U.S. Billboard Adult Contemporary          | 22             |
| U.S. Billboard Hot Adult Top 40 Tracks     | 3              |

## Каверы
Украинская группа Перкалаба в 2005 году для своего альбома «Горрри!» записала песню в сильно переработанном виде под названием «Гулей». В их версии уменьшилось число куплетов, английский и арабский языки сменились на украинский, но сохранились структура и многоголосие.
В 2007 году инструментальный проект John Tesh Project выпустил свою версию композиции, вошедшую в альбом «A Passionate Life».

## Использование в культуре
- Песня использовалась в популярном бразильском телесериале «Клон»
- В 2000 группа Mo’Rockin выпустила кавер в своем альбоме «Пески Времени» (Sands of Time).
- В 2001 году в индийском фильме «Dil Chahta Hai» песня играла после ссоры главного героя со своим лучшим другом.